# Winnie Nanyondo
Winnie Nanyondo (ur. 23 sierpnia 1993) – ugandyjska lekkoatletka specjalizująca się w biegach średniodystansowych.
Ósma zawodniczka biegu na 800 metrów podczas mistrzostw świata juniorów w Barcelonie (2012). Rok później bez powodzenia startowała na uniwersjadzie w Kazaniu. W 2014 sięgnęła po brązowy medal igrzysk Wspólnoty Narodów w Glasgow.
Rekordy życiowe: bieg na 800 metrów (stadion) – 1:58,63 (18 lipca 2014, Monako) rekord Ugandy; bieg na 800 metrów (hala) – 2:01,70 (9 lutego 2020, Metz) rekord Ugandy; bieg na 1000 metrów – 2:36,13 (13 lipca 2018, Rabat) rekord Ugandy; bieg na 1500 metrów (stadion) – 3:59,56 (16 czerwca 2019, Rabat) rekord Ugandy; bieg na 1500 metrów (hala) – 4:03,54 (22 lutego 2022, Toruń) były rekord Ugandy; bieg na milę – 4:18,65 (12 lipca 2019, Monako) rekord Ugandy.

## Osiągnięcia
| Rok  | Impreza                                   | Miejsce        | Konkurencja         | Pozycja     | Wynik   |
| ---- | ----------------------------------------- | -------------- | ------------------- | ----------- | ------- |
| 2012 | Mistrzostwa świata juniorów               | Barcelona      | bieg na 800 metrów  | 8. miejsce  | 2:07,23 |
| 2013 | Uniwersjada                               | Kazań          | bieg na 800 metrów  | półfinał    | 2:02,96 |
| 2013 | Uniwersjada                               | Kazań          | bieg na 1500 metrów | eliminacje  | 4:28,77 |
| 2014 | Igrzyska Wspólnoty Narodów                | Glasgow        | bieg na 800 metrów  | 3. miejsce  | 2:01,38 |
| 2015 | Igrzyska afrykańskie                      | Brazzaville    | bieg na 800 metrów  | 7. miejsce  | 2:04,53 |
| 2016 | Igrzyska olimpijskie                      | Rio de Janeiro | bieg na 800 metrów  | eliminacje  | 2:02,77 |
| 2017 | Mistrzostwa świata                        | Londyn         | bieg na 800 metrów  | eliminacje  | 2:02,65 |
| 2017 | Mistrzostwa świata w biegach przełajowych | Kampala        | drużyna mieszana    | –           | DQ      |
| 2018 | Igrzyska Wspólnoty Narodów                | Gold Coast     | bieg na 800 metrów  | 4. miejsce  | 2:00,36 |
| 2018 | Igrzyska Wspólnoty Narodów                | Gold Coast     | bieg na 1500 metrów | 10. miejsce | 4:06,05 |
| 2018 | Mistrzostwa Afryki                        | Asaba          | bieg na 800 metrów  | 5. miejsce  | 1:59,41 |
| 2018 | Mistrzostwa Afryki                        | Asaba          | bieg na 1500 metrów | 5. miejsce  | 4:16,55 |
| 2019 | Mistrzostwa świata                        | Doha           | bieg na 800 metrów  | 4. miejsce  | 1:59,18 |
| 2019 | Mistrzostwa świata                        | Doha           | bieg na 1500 metrów | 11. miejsce | 4:00,63 |
| 2021 | Igrzyska olimpijskie                      | Tokio          | bieg na 800 metrów  | półfinał    | 1:59,84 |
| 2021 | Igrzyska olimpijskie                      | Tokio          | bieg na 1500 metrów | 7. miejsce  | 3:59,80 |
| 2022 | Halowe mistrzostwa świata                 | Belgrad        | bieg na 1500 metrów | 4. miejsce  | 4:04,60 |
| 2022 | Mistrzostwa świata                        | Eugene         | bieg na 1500 metrów | 8. miejsce  | 4:01,98 |
| 2022 | Igrzyska Wspólnoty Narodów                | Birmingham     | bieg na 1500 metrów | 6. miejsce  | 4:05,68 |
| 2023 | Mistrzostwa świata                        | Budapeszt      | bieg na 1500 metrów | eliminacje  | 4:10,55 |
| 2023 | Mistrzostwa świata w biegach ulicznych    | Ryga           | bieg na milę        | –           | DNF     |